# Cnipodectes subbrunneus
El mosquero pardo (Cnipodectes subbrunneus), también conocido como alitorcido pardo (en Ecuador y Panamá), atrapamoscas zumbador (en Colombia), alitorcido pardusco (en Perú) o mosquero castaño, es una especie de ave paseriforme de la familia Tyrannidae. Era el único miembro del género  Cnipodectes  hasta la descripción de Cnipodectes superrufus en 2007. Es nativo de América del Sur y el este de América Central.

## Distribución y hábitat
Se distribuye de forma disjunta en el centro y este de Panamá y noroeste de Colombia; en el oeste de Ecuador; y en el occidente de la cuenca amazónica del este de Ecuador, sur de Colombia, noreste y este de Perú, oeste de la Amazonia brasileña y extremo noroeste de Bolivia.
Esta especie es considerada poco común en su hábitat natural, el enmarañado sotobosque de bosques húmedos y semi-húmedos hasta los 600 m de altitud.

## Descripción
El macho mide 18 cm y la hembra 15,5 cm de longitud. El pico es bastante ancho, más pálido en la parte inferior. El iris es anaranjado. Mayormente de color pardo apagado, un poco más rojizo en la rabadilla y en la cola, bastante larga; las alas más oscuras con bordes rufos. La garganta y pecho son pardos, el vientre es blanco amarillento sucio. Las plumas primarias externas de los machos son rígidas y torcidas, a menudo evidentes en campo, haciendo aparecer el ala como "desprolija".

## Comportamiento
Generalmente andan solitarios, raramente o nunca se juntan a bandadas mixtas. A menudo estiran lentamente un ala sobre el dorso. Los machos exhibiéndose son mucho más oídos que vistos. Tienden a ser bastante sedentarios.

### Alimentación
Su dieta, muy poco conocida, consiste de insectos.

### Reproducción
Tejen un nido en forma de bolsa que mide 1 m de largo, hecho con musgo, hojas secas y otras fibras vegetales.

### Vocalización
El canto es un «kiiíu» agudo, frecuentemente doblado y algunas veces acompañado por un repicar del pico. El llamado es un «kuuuuwít» más nasal y arrastrado, también doblado con frecuencia.

## Sistemática

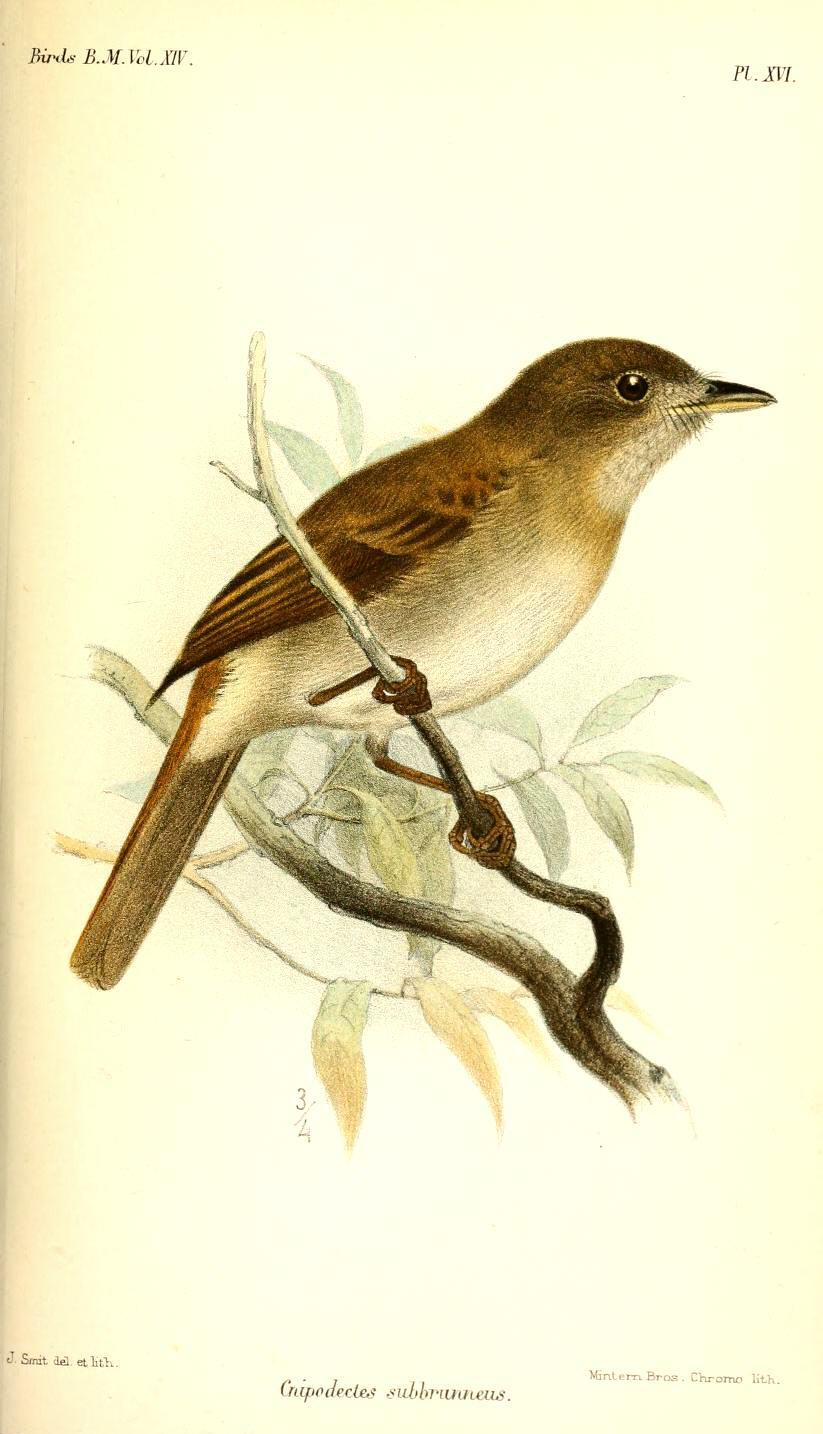
Cnipodectes subbrunneus, ilustración de Joseph Smit para Catalogue of the Birds in the British Museum, 1888.

### Descripción original
La especie C. subbrunneus fue descrita por primera vez por el zoólogo británico Philip Lutley Sclater en 1860 bajo el nombre científico Cyclorhynchus subbrunneus; la localidad tipo es «Babahoyo, Los Ríos, Ecuador».

### Etimología
El nombre genérico masculino «Cnipodectes» se compone de las palabras del griego «knips, knipos» que significa ‘insecto’, ‘polilla’, y «dēktēs» que significa ‘mordedor’; y el nombre de la especie «subbrunneus», en latín moderno significa ‘pardo pálido’.

### Taxonomía
Las subespecies se diferencian pobremente; las poblaciones de Panamá y noroeste de Colombia son separadas algunas veces como la subespecie descrita panamensis Zimmer, 1939, pero no existen diferencias visibles en el plumaje con la nominal.

### Subespecies
Según las clasificaciones del Congreso Ornitológico Internacional (IOC) y Clements Checklist, se reconocen dos subespecies, con su correspondiente distribución geográfica:
- Cnipodectes subbrunneus minor P.L. Sclater, 1884 – sureste de Colombia, este de Ecuador hacia el sur hasta el este de Perú, extremo noroeste de Bolivia (noroeste de Pando) y el oeste de la Amazonía brasileña (hacia el este hasta el río Negro y bajo río Madeira).
- Cnipodectes subbrunneus subbrunneus (P. L. Sclater, 1860) – centro y este de Panamá y noroeste y oeste de Colombia, oeste de Ecuador.